# Bert
Bert je moško osebno ime.

## Izvor imena
Ime Bert je skrajšana oblika moških osebnih imen: Albert, Herbert  in Hubert.

## Pogostost imena
Po podatkih Statističnega urada Republike Slovenije je bilo na dan 31. decembra 2007 v Sloveniji število moških oseb z imenom Bert: 22.

## Osebni praznik
Osebe z imenom Bert lahko godujejo takrat kot osebe z imeni Albert, Herbert in Hubert.